# Flaxtjärnen (Vänjans socken, Dalarna)
Flaxtjärnen är en sjö i Mora kommun i Dalarna och ingår i Dalälvens huvudavrinningsområde. Sjön har en area på 0,246 kvadratkilometer och ligger 278,7 meter över havet.

## Delavrinningsområde
Flaxtjärnen ingår i det delavrinningsområde (674733-141666) som SMHI kallar för Mynnar i Kättbosjön. Medelhöjden är 328 meter över havet och ytan är 2,73 kvadratkilometer. Det finns ett avrinningsområde uppströms, och räknas det in blir den ackumulerade arean 16,87 kvadratkilometer. Vattendraget som avvattnar avrinningsområdet har biflödesordning 6, vilket innebär att vattnet flödar genom totalt 6 vattendrag innan det når havet efter 367 kilometer. Avrinningsområdet består mestadels av skog (64 procent) och sankmarker (18 procent). Avrinningsområdet har 0,25 kvadratkilometer vattenytor vilket ger det en sjöprocent på 9,1 procent.